# Żołna wschodnia
Żołna wschodnia (Merops orientalis) – gatunek średniej wielkości ptaka z rodziny żołn (Meropidae). Ma bardzo szeroki zasięg występowania, rozciągający się w Afryce od Egiptu po Sudan Południowy (na tym kontynencie głównie Sahel), w Azji od Bliskiego Wschodu poprzez Półwysep Arabski po Wietnam i Kambodżę. W węższym, coraz częściej stosowanym ujęciu systematycznym do gatunku zalicza się tylko podgatunki azjatyckie występujące od Iranu po Wietnam. Gatunek ten nie jest zagrożony wyginięciem.

## Taksonomia

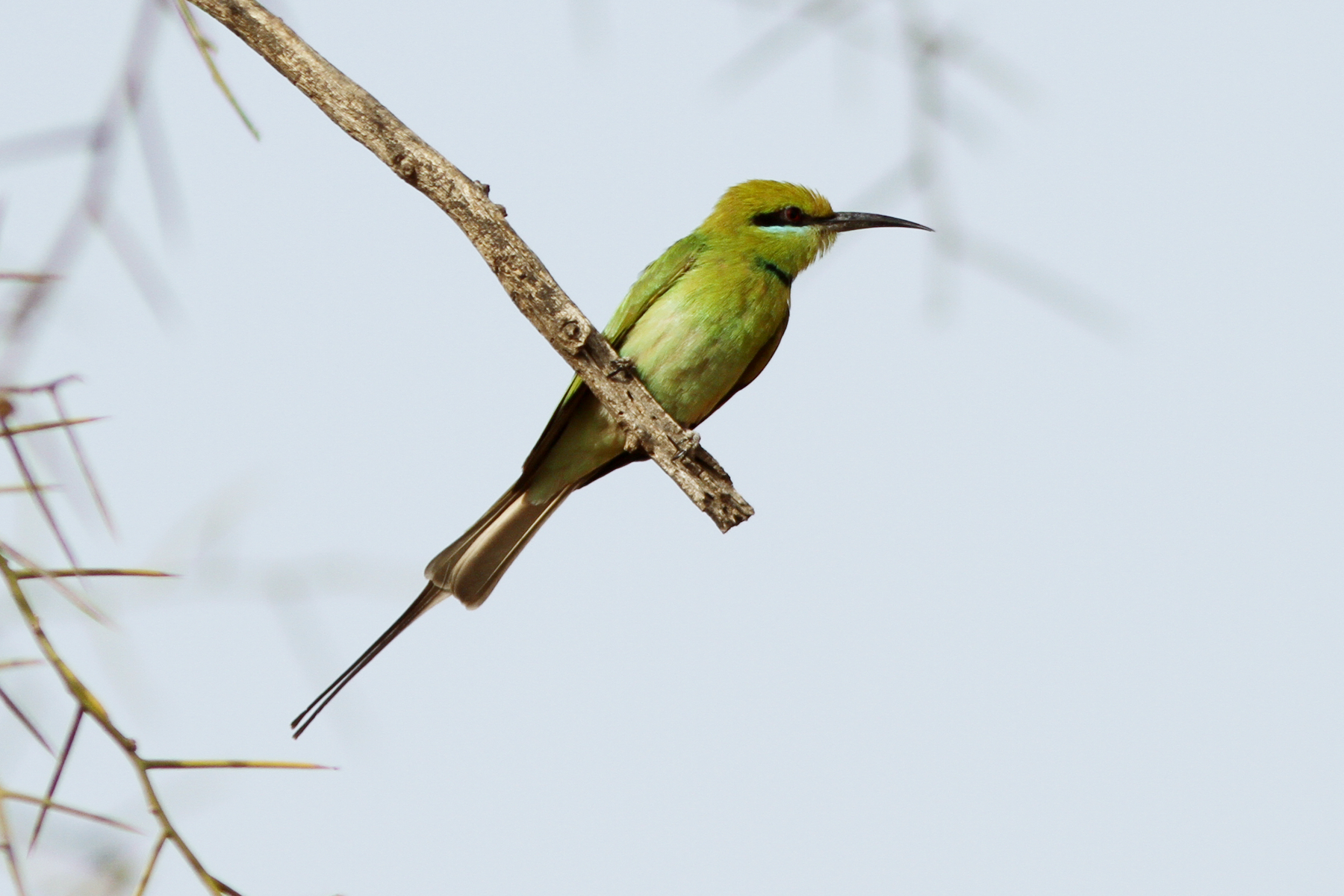
Żołna szmaragdowa często uznawana jest za osobny gatunek M. viridissimus

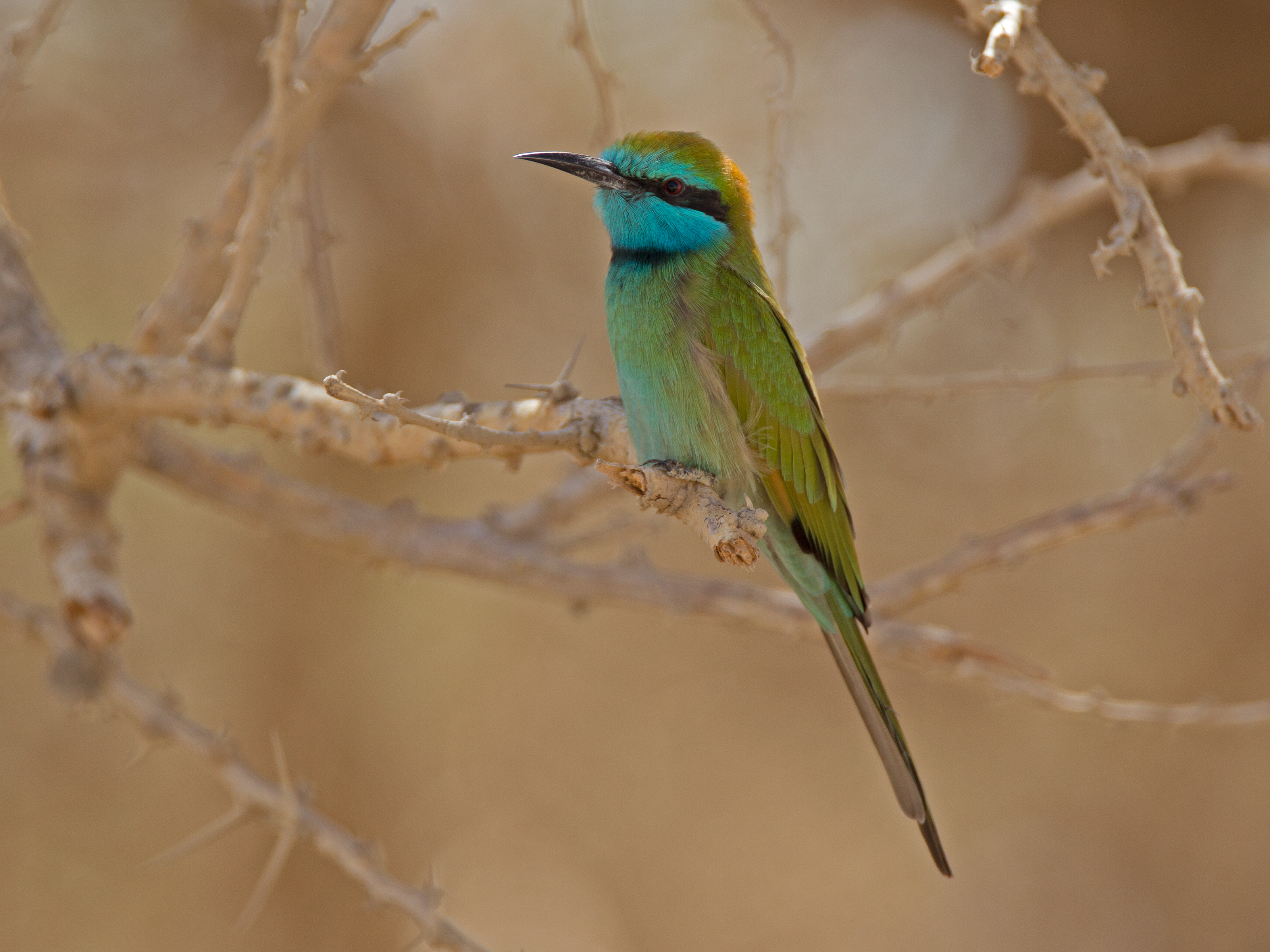
Żołna niebieskolica także bywa uznawana za osobny gatunek (M. cyanophrys)

Gatunek po raz pierwszy zgodnie z zasadami nazewnictwa binominalnego opisał John Latham w roku 1801. Nadał mu uznawaną obecnie przez IOC nazwę Merops orientalis. Holotyp pochodził z Imperium Marathów (obecnie część Indii).
W tradycyjnym ujęciu systematycznym do Merops orientalis zalicza się 8 lub 9 podgatunków – np. w wydanym w 2003 roku 6. tomie Handbook of the Birds of the World wyróżniono ich 8; dziewiąty podgatunek ceylonicus bywał uznawany za synonim podgatunku nominatywnego. Tradycyjne ujęcie systematyczne do tej pory stosują autorzy Kompletnej listy ptaków świata. Coraz większą popularność zyskuje jednak nowsze ujęcie systematyczne, w którym do Merops orientalis należą tylko cztery azjatyckie podgatunki, a pozostałe wyodrębniane są do dwóch osobnych gatunków: dwa podgatunki z Półwyspu Arabskiego (cyanophrys i muscatensis) jako Merops cyanophrys, a podgatunki afrykańskie (viridissimus, flavoviridis i cleopatra) jako Merops viridissimus.
Proponowany podgatunek nadjanus włączony jest w muscatensis.

## Podgatunki i zasięg występowania
Wyróżniane w tradycyjnym ujęciu systematycznym podgatunki zamieszkują:
- żołna szmaragdowa[9] – M. o. viridissimus Swainson, 1837 – Senegal do północnej i centralnej Etiopii
- M. o. flavoviridis Niethammer, 1955 – Czad do wschodniego Sudanu
- M. o. cleopatra Nicoll, 1910 – Dolina Nilu (Egipt) do północnego Sudanu

- żołna niebieskolica[9] – M. o. cyanophrys (Cabanis & Heine, 1860) – południowy Izrael, zachodni i południowy Półwysep Arabski
- M. o. muscatensis Sharpe, 1886 – centralny i wschodni Półwysep Arabski

- M. o. beludschicus Neumann, 1910 – południowy Iran do północno-zachodnich Indii
- żołna wschodnia[9] – M. o. orientalis Latham, 1801 – zachodnie Indie na wschód do Bangladeszu
- M. o. ceylonicus Whistler, 1944 – Sri Lanka
- M. o. ferrugeiceps Anderson, 1879 – północno-wschodnie Indie do południowo-centralnych Chin i Indochin

Środowisko życia stanowią obszary zalesione z porozrzucanymi drzewami i krzewami, w okolicach strumieni lub wybrzeży. Spotykany również w obszarach pustynnych z akacjami i daktylowcami, na wydmach i niedaleko ogrodów. Występuje na wysokości do około 2800 m n.p.m.

## Morfologia

Porównanie osobnika młodocianego i dorosłego

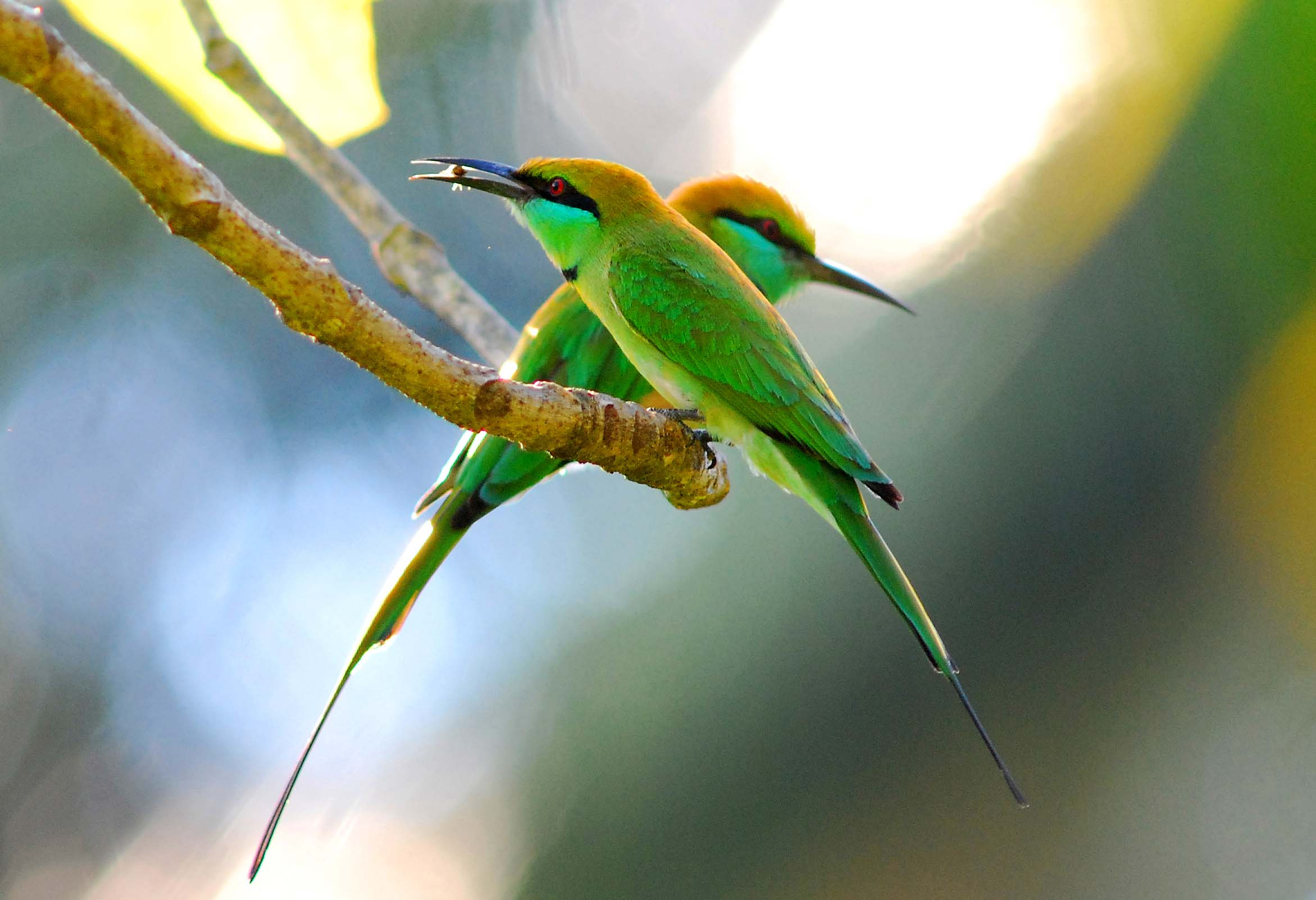
Para żołn wschodnich, Koczin, Indie

Długość ciała wynosi 26–28 cm, z czego około 10 cm stanowi ogon. Rozpiętość ciała waha się między 29 i 30 cm, zaś masa ciała to 15–20 g. Dla dorosłego samca z Egiptu pozostałe wymiary są następujące: dziób około 2,4 cm, skrzydło 9,2 cm, środkowe sterówki 13,5 cm (pozostałe 7,4 cm), skok 1,1 cm. U podgatunku beludschicus sterówki (nieśrodkowe) mają około 6 cm. U osobników dorosłych wierzch ciała intensywnie zielony, zaś czoło, wierzch głowy i górna część grzbietu mają barwę rudozłotą. Niższa część grzbietu, kuper i bardziej wewnętrzne lotki II rzędu szarozielone lub zielononiebieskie. Lotki I rzędu na wewnętrznych chorągiewkach rude, zaś na zewnętrznych intensywnie zielone. Lotki II rzędu z wyjątkiem tych najbliższych tułowia posiadają czarne plamy na końcu. Sterówki matowozielone, dwie środkowe silnie wydłużone, obrzeżenia chorągiewek wewnętrznych rudawe. Spód ciała jasnozielony. Występuje czarna półobroża na gardle i czarny pasek biegnący przez oko. Pod przepaską przez oczy biegnie jasnoniebieski pasek. Gardło i brzuch posiadają niebieski lub niebieskozielony odcień. Dziób czarniawy, tęczówka szkarłatna, nogi i stopy ołowianoszare. Samice różnią się jedynie brakiem barwy niebieskiej na spodzie ciała oraz węższym niebieskim paskiem pod okiem. U osobników młodocianych brak półobroży, są również bardziej matowe i jaśniejsze, od spodu niemal białe.

## Behawior
Theodor von Heuglin pisał o afrykańskich przedstawicielach żołny wschodniej, że w grupach rodzinnych lub w parach przesiadują w zaroślach trojeści (Asclepias). Natomiast T.C. Jerdon, odnosząc się do osobników z Indii, opisał gatunek następująco:

Zazwyczaj poluje, jak to czynią muchołówki, z nieruchomego stanowiska, którym może być szczyt gałęzi drzewa lub krzewu (albo żywopłotu), słup, źdźbło trawy, stara budowla, bardzo często drut telegraficzny, kopiec ziemi w polu. Zasiada niecierpliwie rozglądając się w poszukiwaniu owadów, za którymi może przebyć długi dystans, startując gwałtownie, i łapie ją [zdobycz] w locie przez słyszalne zatrzaśnięcie dzioba [...] Często łapie dwa lub trzy owady, nim znowu siądzie na żerdź [...]

Niekiedy również pożywienie zbiera z gałęzi. Wśród zdobyczy odnotowano pluskwiaki, termity, chrząszcze, muchówki, ćmy, motyle, ważki, pająki i gąsienice. Głos stanowi powtarzany, miły w odsłuchu tryl triiiie. Niekiedy odzywa się przenikliwym tit-tit-tit albo głośnym priit.

## Lęgi
Okres lęgowy trwa od marca do czerwca, zależnie od regionu nawet do sierpnia. W Afryce i na Półwyspie Arabskim występują pojedyncze gniazda, w Indiach odnotowuje się luźne kolonie, większe w Mjanmie i Pakistanie – 10 do 30 par.
Gniazdo mieści się w zagłębieniu w ziemi wykopanym przez oba ptaki z pary, w afrykańskiej części zasięgu w płaskiej ziemi lub niskim zboczu, zaś w pozostałych partiach w skarpie. Tunel ma długość 79–125 cm, zaś komora gniazdowa mieszcząca się na końcu około 15 cm średnicy. W trakcie badań w Tamilnadu gniazda mieściły się około 450–460 m od najbliższych siedzib ludzkich.
Zniesienie liczy 4–8 białych jaj – w trakcie badań w Indiach w 15 lęgach te z trzema jajami stanowiły 46,6%, zaś te z czterema 40%; te z pięcioma i sześcioma jajami były bardzo rzadkie. Przeciętna ich masa to 2,65–3,95 g, a wymiary 21x14 mm. Inkubacja trwa 18–22 dni, wysiaduje głównie samica. W lęgach badanych w Tamilnadu pisklęta kluły się niesynchronicznie i ważyły średnio 3,16 g. Młode opuszczają gniazdo po 22–31 dniach od wyklucia; karmione są przez oboje rodziców. W 27. dniu ich życia dzioby mierzą około 2,5 cm.

## Status zagrożenia
W Czerwonej księdze gatunków zagrożonych Międzynarodowej Unii Ochrony Przyrody (IUCN) od 2014 roku stosowane jest ujęcie systematyczne, w którym takson ten podzielony został na trzy gatunki. IUCN każdy z nich zalicza do kategorii najmniejszej troski (LC, Least Concern). Całkowita populacja nie jest znana, lecz prawdopodobnie ma trend wzrostowy.